# Viga (banda)
Viga es una banda española de Rock, la cual se formó en 1981 en el madrileño barrio de Lavapiés. De los miembros originales de la banda queda en activo Chechu Viga, exguitarrista de Azuzena, Azulejos Cuevas o Los Fundíos. 

## Historia
VIGA se forma en 1981 en Madrid consiguiendo despuntar no sólo como grupo promesa, al telonear a ASFALTO en diciembre de 1983, si no al conseguir ser durante la década de los 80 uno de los grupos representativos del Rock Duro estatal al ser reconocidos dentro del sector, hasta el punto de aparecer en series como Eva y Adán, junto con Verónica Forqué, Neus Asensi y Antonio Resines, como grupo estandarte del rock nacional. 
En 1993 deciden separarse y en 2003 sus últimos componentes Chechu Aurrecoechea (Guitarra), Emi Mateo (Batería) y Julio Viga (Bajo y voz) reanudan su andadura sobre los escenarios grabando el que sería su primer disco Construyendo Rock’n roll.
Tras el mismo, se incorporaría Gorka Rubio a la guitarra rítmica y Mariano Juárez al bajo, quedando Julio Iglesias solo a la voz, para grabar en 2006 el segundo trabajo de la banda Con un par… de ladrillos.
Durante 2007 coinciden las salidas amistosas de Gorka y Julio por razones personales y entra Isaac Palon, cantante de Härem, como nuevo vocalista de VIGA.
En la primavera de 2008 su batería, Emi Mateo, sufre una lesión que le imposibilita hacer frente a las siguientes 3 actuaciones comprometidas y Luis Garcés, batería de Fulvus y de la banda de versiones Mistreated, realiza la suplencia actuando con VIGA en Badalona, Alcorcón y Gruta 77, hasta que Emi se restablece.
En agosto de ese año Josete Agredeño, del grupo Svensis, entra a formar parte de la banda como guitarra rítmica y en marzo de 2009 Viga y Emi Mateo (batería) deciden tomar diferentes caminos, optando VIGA por rescatar a Luis Garcés, con quien se cierra la formación actual de VIGA y con ello la nueva etapa con la grabación del tercer álbum de la banda Electrokalambrera, que en el mes de mayo estará a la  venta y que da al grupo una nueva identidad con un estilo de Heavy rock depurado, presentándolo en Madrid el 6 de mayo en la sala Ritmo&compás.
Tras un año girando por España con la gira de ELECTROKALABRERA, VIGA consigue entrar en el mercado latinoamericano a través del recopilatorio Fábrica de Metal editado en septiembre de 2012.
En 2013, sale a la luz ELECTROKALAMBRERA En México bajo el subsello de Discos y Cintas Denver, Fábrica de Metal.
En noviembre de 2014, sale a la luz el cuarto álbum de estudio de VIGA, titulado LEY de VIGA.

## Discografía
La Discografía es la siguiente
- Viga´s Law  (2016), Autoeditado junto con CD Viga Covers promocional.
- Ley de VIGA (2014), RockCD Records
- Electrokalambrera Edición México (2013), Discos y Cintas Denver
- Electrokalambrera (2011), Autoeditado
- Con un par...de ladrillos (2006), Rimer Rock
- Construyendo Rock & Roll (2003), Rimer Rock

Recopilatorios en los que aparece la banda: 
- Razas de Acero (2014)(México, Rockconnection Monterrey), tema "Salvaje".
- Fábrica de Metal Vol. 3 (2013)(México, Discos Denver), tema "Maldito Héroe".
- Fábrica de Metal Vol. 2 (2013)(México, Discos Denver), tema "Morir por el Rock".
- Fábrica de Metal Vol. 1 (2012)(México, Discos Denver), tema "Corruptor de Almas".
- Seres Urbanos (tributo a Asfalto)(2011) con el tema "Buffalo Vil".
- Rockancoz (tributo a COZ) (2009) con el tema "Más Sexy".

## Videografía
- Videoclip  Corruptor de Almas" (2012)